# 遼西走廊

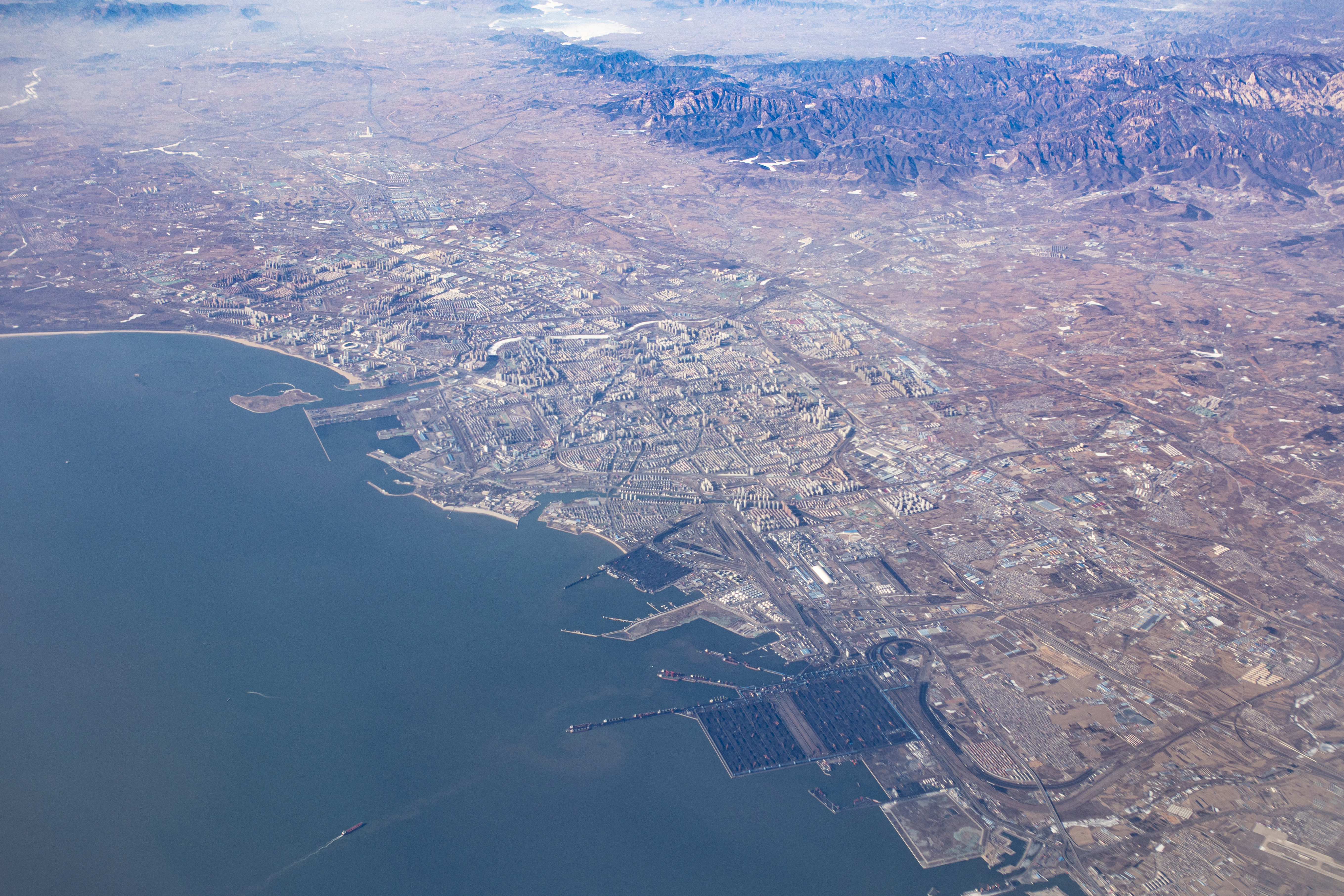
秦皇岛和燕山

遼西走廊是中國三大走廊（河西走廊、辽西走廊、海上走廊）之一，亦稱榆（渝）關走廊，是從華北到東北地區的重要通道。

## 位置
位於蒙古高原和燕山的東南方，遼寧省西部，渤海遼東灣畔。它以遼西重鎮錦州和錦西為中心，南起山海關，北達遼寧古城北鎮縣，長180公里，寬20-30公里。

## 地形
為東北-西南走向的海蝕沖積平原，是一條狹長的濱海平原。地勢平坦、土壤肥沃、光熱資源豐富，也是遼寧省糧食和水果產區之一。

## 戰役

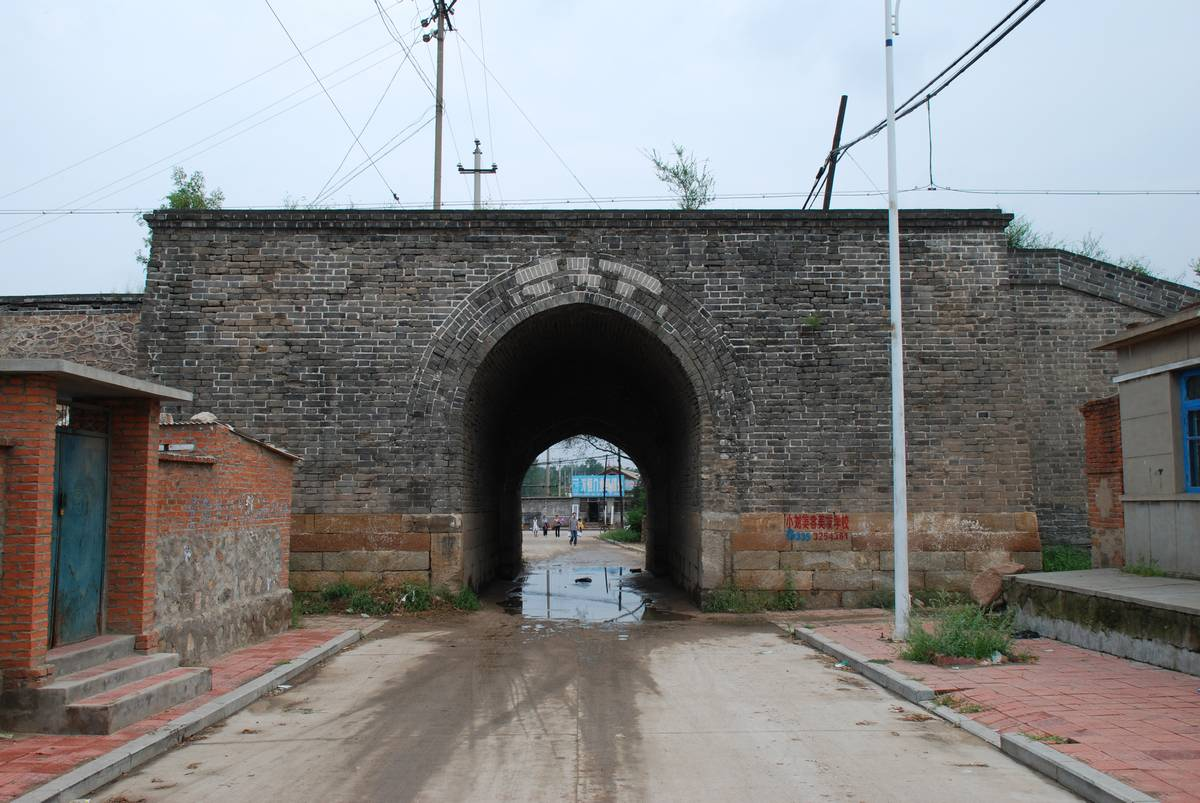
中前所城

由於辽西走廊位居重要通道，歷史上是兵家必爭之地。前燕与敌对政权的两次棘城之战（319年，338年），隋击契丹之战（605年），武周镇压契丹的营州之乱（696年-697年），明清战争中的宁远之战（1626年）、觉华岛之战（1626年）、寧錦之戰（1627年）、大凌河之役（1631年）、松錦之戰（1639-1642年）、宁远卫城之战（1643年）、一片石之战（1644年），第二次直奉战争中的葫芦岛战斗（1924年），反奉战争中的第二次山海关战斗（1925年）、錦州戰役（1925年）、新民屯战斗（1925年），奉军与国民四军的第三次山海关战斗（1926年）以及第二次国共内战中的辽西作战（1945年）、遼瀋戰役（1948年）便都在這裡發生。